# Ховуслу
Ховуслу (азерб. Hovuslu) — село в одноименной административно-территориальной единице Джебраильского района Азербайджана.

## История
В годы Российской империи село входило в состав Джебраильского уезда Елизаветпольской губернии. В советские годы село входило в состав Джебраильского района Азербайджанской ССР. В результате Первой карабахской войны в августе 1993 года перешло под контроль непризнанной Нагорно-Карабахской Республики.
25 октября 2021 года контроль над селом перешла к ВС Азербайджана. В декабре того же года минобороны показаи видео с разрушенного села.